# Чита дел Маре-Перла Дел Голфо (Палермо)
Чита дел Маре-Перла Дел Голфо је насеље у Италији у округу Палермо, региону Сицилија.
Према процени из 2011. у насељу је живело 14 становника. Насеље се налази на надморској висини од 66 м.